# Psychotria mwinilungae
Psychotria mwinilungae är en måreväxtart som beskrevs av Bernard Verdcourt. Psychotria mwinilungae ingår i släktet Psychotria och familjen måreväxter. Inga underarter finns listade i Catalogue of Life.